# Araçatuba (São Paulo)
Pour les articles homonymes, voir Araçatuba.
Araçatuba est une ville brésilienne de l'intérieur de l'État de São Paulo.

## Démographie
| Évolution de la population (municipalité) | Évolution de la population (municipalité) | Évolution de la population (municipalité) | Évolution de la population (municipalité) |
| Année                                     | Population                                |                                           | %±                                        |
| ----------------------------------------- | ----------------------------------------- | ----------------------------------------- | ----------------------------------------- |
| 1940                                      | 45 721                                    |                                           | —                                         |
| 1950                                      | 59 452                                    |                                           | 30,0%                                     |
| 1960                                      | 81 263                                    |                                           | 36,7%                                     |
| 1970                                      | 108 512                                   |                                           | 33,5%                                     |
| 1980                                      | 129 307                                   |                                           | 19,2%                                     |
| 1991                                      | 159 557                                   |                                           | 23,4%                                     |
| 2000                                      | 169 254                                   |                                           | 6,1%                                      |
| 2010                                      | 181 579                                   |                                           | 7,3%                                      |
| 2022                                      | 200 124                                   |                                           | 10,2%                                     |
| ,                                         |                                           |                                           |                                           |

## Géographie
Araçatuba se situe par une latitude de 21° 12′ 32″ sud et par une longitude de 50° 25′ 58″ ouest, à une altitude de 390 mètres.
Sa population était de 190 536 habitants, estimation de 2013. La municipalité s'étend sur 1 167 km2.
Araçatuba possède un aéroport (code AITA : ARU).

## Religion
Le christianisme est présent dans la ville comme suit:

### Église Catholique
L'église catholique de la commune fait partie du Diocèse de Araçatuba.

### Église Protestante
Les croyances évangéliques les plus diverses sont présentes dans la ville, principalement pentecôtistes, notamment les Assemblées de Dieu brésiliennes (la plus grande église évangélique du pays),, Congrégation Chrétienne au Brésil, entre autres. Ces dénominations se développent de plus en plus dans tout le Brésil.